# Raid sur Le Havre
Guerre de Sept Ans
Batailles
- Minorque (navale) (1756)
- Pirna (1756)
- Lobositz (1756)
- Reichenberg (1757)
- Prague (1757)
- Kolin (1757)
- Hastenbeck (1757)
- Gross-Jägersdorf (1757)
- Moys (1757)
- Rochefort (1757)
- Rossbach (1757)
- Breslau (1757)
- Leuthen (1757)
- Carthagène (navale) (1758)
- Olomouc (1758)
- Saint-Malo (1758)
- Rheinberg (1758)
- Krefeld (1758)
- Domstadl (1758)
- Cherbourg (1758)
- Zorndorf (1758)
- Saint-Cast (1758)
- Tornow (1758)
- Lutzelberg (1758)
- Hochkirch (1758)
- Bergen (1759)
- Kay (1759)
- Minden (1759)
- Kunersdorf (1759)
- Neuwarp (navale) (1759)
- Hoyerswerda (1759)
- Baie de Quiberon (navale) (1759)
- Maxen (1759)
- Meissen (1759)
- Glatz (1760)
- Landshut (1760)
- Corbach (1760)
- Emsdorf (1760)
- Dresde (1760)
- Warburg (1760)
- Liegnitz (1760)
- Rhadern (1760)
- Berlin (1760)
- Kloster Kampen (1760)
- Torgau (1760)
- Belle-Île (1761)
- Langensalza (1761)
- Cassel (1761)
- Grünberg (1761)
- Villinghausen (1761)
- Ölper (1761)
- Kolberg (1761)
- Wilhelmsthal (1762)
- Burkersdorf (1762)
- Lutterberg (1762)
- Reichenbach (1762)
- Almeida (1762)
- Valencia de Alcántara (1762)
- Nauheim (1762)
- Vila Velha de Ródão (1762)
- Cassel (1762)
- Freiberg (1762)

- Jumonville Glen (1754)
- Fort Necessity (1754)
- Fort Beauséjour (1755)
- 8 juin 1755
- Monongahela (1755)
- Petitcoudiac (1755)
- Lac George (1755)
- Fort Bull (1756)
- Fort Oswego (1756)
- Kittanning (1756)
- En raquettes (1757)
- Pointe du Jour du Sabbat (1757)
- Fort William Henry (1757)
- German Flatts (1757)
- Lac Saint-Sacrement (1758)
- Louisbourg (1758)
- Le Cran (1758)
- Fort Carillon (1758)
- Fort Frontenac (1758)
- Fort Duquesne (1758)
- Fort Ligonier (1758)
- Québec (1759)
- Fort Niagara (1759)
- Beauport (1759)
- Plaines d'Abraham (1759)
- Sainte-Foy (1760)
- Neuville (1760)
- Ristigouche (navale) (1760)
- Mille-Îles (1760)
- Signal Hill (1762)

- Cap-Français (1757)
- Martinique (1759)
- Guadeloupe (1759)
- Dominique (1761)
- Martinique (1762)
- Cuba (1762)

- Chandernagor (1757)
- Plassey (1757)
- Gondelour (1758)
- Négapatam (navale) (1758)
- Condore (1758)
- Madras (1758)
- Pondichéry (navale) (1759)
- Masulipatam (1759)
- Chinsurah (1758)
- Wandiwash (1760)
- Pondichéry (1760-1761)
- Manille (1762)

- Saint-Louis (1758)
- Gorée (1758)
- Gambie

Le raid sur Le Havre est une descente navale accompagnée d'un bombardement du port français du Havre au début du mois de juillet 1759 par une flotte de la Royal Navy britannique placée sous le commandement du contre-amiral George Rodney, pendant la guerre de Sept Ans. Le bombardement dont l'objectif était de détruire les barges rassemblées dans le port normand en vue du projet d'invasion de la Grande-Bretagne.
L'escadre de Rodney, emmenée par son vaisseau amiral le HMS Achilles (60 canons), comprenait en outre quatre vaisseaux de ligne de 50 canons, cinq frégates, un sloop et six galiotes à bombes. L'escadre quitte Spithead dans le Sud de l'Angleterre le 2 juillet et arrive le lendemain en vue du Havre afin d'attaquer les barges à fond plat et les provisions stockées dans le port français. Rodney jette l'ancre au large du Havre et positionne ses galiotes dans le canal menant à Honfleur. Ces dernières bombarderont la ville, les arsenaux et les embarcations françaises pendant cinquante-deux heures consécutives causant d'importants dégâts et sans rencontrer d'opposition. Quatre-vingt-treize maisons sont détruites par le bombardement et le montant des dégâts causés est alors estimé à 400 000 livres.
À la suite du bombardement, la ville du Havre se dote d'une flotte de chaloupes canonnières, destinée à la défense côtière. Rodney, avec certaines de ses frégates, croisera au large du Havre jusqu'à la fin de l'année 1759, capturant un nombre important de bâtiments.

## Ligne de bataille
Vaisseaux de ligne
- Achilles (60), vaisseau amiral, Captain the Hon. Samuel Barrington
- Chatham (50), Captain John Lockhart
- Deptford (50), Captain John Hollwell
- Isis (50), Captain Edward Wheeler
- Norwich (50), Captain George Darby

Frégates
- Brilliant (36), Captain Hyde Parker
- Juno (36), Captain Henry John Philips
- Vestal (32), Captain Samuel Hood
- Boreas (28), Captain Hon. Robert Boyle (en)
- Unicorn (28), Captain Thomas Graves

Sloop
- Wolf (16), Commander Hugh Bromedge

Galiotes à bombes
- Furnace, Commander Jonathan Faulknor
- Firedrake, Commander James Orrok
- Basilisk, Commander John Clarke
- Mortar, Commander Joseph Hunt
- Carcass, Commander Charles Inglis (en)
- Blast, Commander Thomas Willis

## Sources et bibliographie
- Amédée Gréhan, La France maritime, t. Ier, Paris, Chez Postel, 1837 (lire en ligne), p. 247
- Frissard, Histoire du port du Havre, Lemale, 1837 (lire en ligne)
- Alexis-Guislain Lemale, Le Havre sous le gouvernement du duc de Saint-Aignan : 1719-1776, Le Havre, 1860 (lire en ligne)
- (en) William Laird Clowes, The Royal Navy : A History From the Earliest Times to the Present, vol. III, Londres, Sampson Low, Marston & Company, 1898 (lire en ligne)
- (en) Russell Frank Weigley, The age of battles (lire en ligne), p. 226
- (en) Franck McLynn, 1759 : The Year Britain Became Master of the World
- Georges Lacour-Gayet, La Marine militaire de la France sous le règne de Louis XV, Honoré Champion éditeur, 1902, édition revue et augmentée en 1910 (lire en ligne)
- Michel Vergé-Franceschi (dir.), Dictionnaire d'Histoire maritime, éditions Robert Laffont, coll. « Bouquins », 2002
- Jean Meyer et Martine Acerra, Histoire de la marine française : des origines à nos jours, Rennes, Ouest-France, 1994, 427 p. [détail de l’édition] (ISBN 2-7373-1129-2, BNF 35734655)